# Bianca Nărea
Bianca-Andreea Nărea (* 30. November 1986 in Brașov) ist eine ehemalige rumänische Skirennläuferin.

## Karriere
Nărea startete für AS Schi Club Predeal. 2005 nahm sie zum ersten Mal an Skiweltmeisterschaften teil. Im italienischen Santa Caterina startete sie im Slalom und Riesenslalom, schied jedoch jeweils vorzeitig aus. 2006 nahm Nărea an den Olympischen Winterspielen in Turin teil, wo sie die einzige rumänische Starterin im Ski alpin war. Sie startete im Riesenslalom in Sestriere, wo sie im ersten Durchgang 47. wurde. Im zweiten Durchgang schaffte sie es nichts ins Ziel. Bei den Weltmeisterschaften 2007 in Åre (Schweden) wurde Nărea 49. im Riesenslalom, im Slalom erreichte sie nicht das Ziel. 2009 bei den Weltmeisterschaften im französischen Val-d’Isère wurde sie 45. im Riesenslalom, im Slalom schied sie erneut aus.
Ihre letzten internationalen Rennen bestritt Nărea im April 2010, seither ist sie nicht mehr in Erscheinung getreten.

## Privates
Ihre Schwester jüngere Schwester Sandra Nărea war auch erfolgreiche Skirennläuferin, rumänische Meisterin und WM-Teilnehmerin.

## Erfolge

### Olympische Winterspiele
- Turin 2006: DNF Riesenslalom

### Weltmeisterschaften
- Bormio 2005: DNF Riesenslalom, DNF Slalom, DNS Super-G
- Åre 2007: 39. Riesenslalom, DNF Slalom
- Val-d'Isère 2009: 45. Riesenslalom, DNF Slalom

### Juniorenweltmeisterschaften
- Maribor 2004: 53. Riesenslalom, 61. Super-G, 64. Abfahrt, DNF Slalom
- Bardonecchia 2005: 32. Slalom, 42. Abfahrt, 54. Riesenslalom, 59. Super-G

### Universiaden
- Innsbruck 2005: 28. Riesenslalom, DNF Slalom
- Bardonecchia 2007: 37. Slalom, 41. Riesenslalom

### Weitere Erfolge
- 6 Siege bei FIS-Rennen